# 乌马罗·西索科·恩巴洛
乌马罗·西索科·恩巴洛（Umaro Mokhtar Sissoco Embaló，1972年9月23日—）是幾內亞比索政治人物，自2020年2月27日起担任几内亚比绍总统。他是一位政治学學者和军官，曾在2016年11月18日至2018年1月16日期间担任几内亚比绍总理。